# Ламонт, Корлисс
Корлисс Ламонт (англ. Corliss Lamont) (28 марта 1902 — 26 апреля 1995) — американский философ и общественный деятель, защитник гражданских свобод, один из создателей теории так называемого натуралистического гуманизма, впоследствии явившегося основой для возникновения одного из направлений гуманистической мысли — светского гуманизма.
Автор 16 книг, сотен памфлетов и тысяч писем в редакции периодических изданий по значительным социальным вопросам, имевшим отношение к его деятельности в защиту мира и гражданских свобод.

## Политические убеждения
Бо́льшую часть своей жизни Ламонт придерживался левых взглядов. В 1930-е годах он открыто заявлял о своих симпатиях к марксизму и Советскому Союзу, оказывал ему финансовую помощь. Ламонт многое сделал для развития американо-советских связей. Он возглавлял Конгресс американо-советской дружбы с 1942 года, а затем — Национальный совет американо-советской дружбы (1943-1946).
В 1936 году участвовал в создании и финансировании журнала «Marxist Quarterly». После публикации результатов расследования комиссии Дьюи о фальсификации материалов Московских процессов Ламонт, как и многие другие левые интеллектуалы на Западе, отказался признать их правоту и подписал совместное «Открытое письмо американским либералам» с призывом поддержать действия Сталина ради «сохранения прогрессивной демократии».
Ламонт сохранял свои симпатии к СССР и во время Второй мировой войны, и после создания в Восточной Европе прокоммунистических режимов и разделения Европы на два лагеря. В 1952 году он даже опубликовал памфлет под заглавием «Миф о советской агрессии» (The Myth of Soviet Aggression). Лишь годом спустя, в 1953 году, он выпустил свою работу «Почему я не коммунист» (Why I Am Not a Communist). Несмотря на увлечение марксизмом, он никогда не состоял в Коммунистической партии США.
В 1932—1954 годах Ламонт возглавлял Американский союз гражданских свобод (American Civil Liberties Union) и до самой смерти являлся председателем Национального чрезвычайного комитета по гражданским свободам (National Emergency Civil Liberties Committee), который успешно противостоял разгулу маккартизма.
В 1950-е — 1960-е годы он подвергался преследованиям за свои убеждения. В конце 1950-х годов он выиграл судебный иск против Государственного департамента, отказывавшегося с 1951 по 1958 год оформлять ему паспорт под предлогом, что его поездка за границу «может противоречить интересам Соединённых Штатов». В 1959 году Ламонт с восторгом принял победу кубинской революции и стал горячим сторонником Фиделя Кастро. В 1965 г. он добился решения Верховного суда США об отмене цензуры входящей почты. В 1973 году он обнаружил, что ФБР в течение 30 лет занималось прослушиванием его телефонных переговоров и анализом налоговых деклараций и банковских чеков. Он выиграл ещё один иск против Центрального разведывательного управления, вскрывавшего его переписку.

## Философия гуманизма
Одним из наиболее известных трудов Ламонта стала неоднократно переиздававшаяся книга «Философия гуманизма» (The philosophy of humanism), вышедшая в свет в 1949 году под названием «Гуманизм как философия» (Humanism as a Philosophy). Это произведение многими рассматривается как классическая работа по натуралистическому гуманизму (naturalistic humanism). Книга, фактически представляющая собой учебный курс, раскрывает смысл гуманизма, гуманистическую традицию в философии и культуре, гуманистическое понимание жизни и представления о Вселенной, отношение гуманизма к разуму и науке, а также проблемы гуманистической этики.
Ламонт отмечал, что предлагаемую им философию гуманизма в его современной форме можно «охарактеризовать более определённо как научный гуманизм, светский (secular) гуманизм, натуралистический гуманизм или демократический гуманизм, в зависимости от акцента, который ему стремятся придать». Это философское кредо базируется на следующих утверждениях:
- все формы сверхъестественного являются мифом, а Природа (Nature) как существующая независимо от сознания и находящаяся в постоянном изменении система материи и энергии, составляет полноту бытия;
- человек является продуктом природной эволюции, его сознание неразрывно связано с деятельностью мозга и не имеет шансов выжить после смерти;
- люди обладают способностью решать собственные проблемы, руководствуясь разумом и применяя научный метод;
- люди, хотя и связаны с прошлым, но, тем не менее, обладают свободой творческого выбора и действия;
- этика составляет основу всех человеческих ценностей в посюсторонних (this-earthly) формах опыта и видах отношений;
- индивид достигает блага, гармонично сочетая личные желания и непрерывное саморазвитие с работой, вносящей вклад в благосостояние общества;
- необходимо возможно более широкое развитие искусства; эстетический опыт может стать одной из основных реальностей в жизни людей;
- необходима долгосрочная социальная программа, предусматривающая установление во всём мире демократии, мира и высокого уровня жизни;
- полное осуществление разума и научного метода возможно во всех областях экономической, политической и культурной жизни;
- в соответствии с научным методом гуманизм предполагает бесконечное развитие своих основных предположений и убеждений. Гуманизм – это не новая догма, но развивающаяся философия, остающаяся всегда открытой к экспериментальной проверке, новым фактам и более строгим рассуждениям[3].

### Книги Ламонта
- «Россия день за днём» («Russia Day by Day», совместно с Маргарет И. Ламонт, 1933),
- «Иллюзия бессмертия» («The Illusion of Immortality», 1935; рус. пер. — 1984) — переработанный вариант докторской диссертации,
- «Свобода должна быть свободой на деле: гражданские свободы в Америке» («Freedom Is as Freedom Does: Civil Liberties in America», 1942; рус. пер. — 1958),
- «Народы Советского Союза» («The Peoples of the Soviet Union», 1946),
- «Гуманистические похороны» («A Humanist Funeral Dervice», 1947),
- «Гуманизм как философия» («Humanism as a Philosophy», 1949) — несколько раз переиздавалась под названием «Философия гуманизма» («The philosophy of humanism»),
- «Независимый разум» («The Independent Mind», 1951),
- «Советская цивилизация» («Soviet Civilization», 1955),
- «Диалог о Джоне Дьюи» («Dialogue on John Dewey», 1959),
- «Диалог о Джордже Сантаяне» («Dialogue on George Santayana», 1959),
- «Гуманистическая свадьба» («A Humanist Wedding Service», 1970),
- «Голоса в пустыне: избранные эссе за пятьдесят лет» («Voices in the Wilderness: Collected Essays of Fifty Years», 1974),
- «Жизни — да. Мемуары Корлисса Ламонта» («Yes to Life: Memoirs of Corliss Lamont», 1981),
- «Вспоминая Джона Мэйсфилда» («Remembering John Masefield», 1990)

### О нём
- Ламонт Корлисс // Иванян Э. А. Энциклопедия российско-американских отношений. XVIII-XX века. — М.: Международные отношения, 2001. — 696 с. — ISBN 5-7133-1045-0.